# Liste der Monuments historiques in Moragne
Die Liste der Monuments historiques in Moragne führt die Monuments historiques in der französischen Gemeinde Moragne auf.

## Liste der Objekte

### Kirche Notre-Dame-de-l’Assomption
| Bezeichnung          | Beschreibung                                                              | Standort | Kennzeichnung | Schutzstatus | Datum | Bild |
| -------------------- | ------------------------------------------------------------------------- | -------- | ------------- | ------------ | ----- | ---- |
| Hochaltar            | Altar mit Tabernakel; Holz, farbig gefasst und vergoldet, 19. Jahrhundert | (Lage)   | PM17001420    | Inscrit      | 1984  |      |
| Liturgische Gewänder | Kasel, Stola und Manipel; Seide, um 1800                                  | (Lage)   | PM17000597    | Classé       | 1994  |      |
| Taufbecken           | Stein, 1640                                                               | (Lage)   | PM17001419    | Inscrit      | 1984  |      |